# Xã Loup, Quận Custer, Nebraska
Xã Loup (tiếng Anh: Loup Township) là một xã thuộc quận Custer, tiểu bang Nebraska, Hoa Kỳ. Năm 2010, dân số của xã này là 129 người.